# Batagur dhongoka
Batagur dhongoka is een schildpad uit de familie Geoemydidae. De soort werd lange tijd tot het geslacht Kachuga gerekend. De soort werd voor het eerst wetenschappelijk beschreven door John Edward Gray in 1834. Oorspronkelijk werd de wetenschappelijke naam Emys dhongoka gebruikt.

## Uiterlijke kenmerken
De carapax of rugschild is bruin van kleur met zwarte lengtestrepen, op het midden van het schild is een kiel aanwezig. Het schild is afgeplat en langwerpig, het is op zijn breedst achter het midden. De zijkanten van het schild krullen aan de achterzijde wat op, het schild eindigt puntig. De totale schildlengte kan oplopen tot 48 centimeter waarmee het een van de grotere Geoemydidae- soorten is. Het buikschild en de brug tussen buik- en rugschild zijn geel van kleur. Juvenielen hebben een roodbruine vlek op iedere buikplaat, die na verloop van tijd verdwijnt.
De mannetjes blijven echter aanzienlijk kleiner dan de vrouwtjes, en bereiken een maximale schildlengte van 26 centimeter. Ze zijn daarnaast te herkennen aan de relatief langere en dikkere staart.
De kop heeft een uitstekende snuitpunt, de kop is donkergroen van kleur en heeft aan iedere flank een gele streep van het neusgat over het oog tot in de nek. De ledematen zijn lichter van kleur dan de kop, aan de zijkanten van de poten zijn vergrote schubben aanwezig.

## Algemeen
Batagur dhongoka komt voor in Azië: in Bangladesh en India, waarschijnlijk ook in Nepal maar dit is niet zeker. In Bangladesh staat de soort bekend als sterk bedreigd. De habitat bestaat uit grote, diepe rivieren, zoals de Ganges in India. In gevangenschap gehouden dieren zijn vrijwel uitsluitend herbivoor, van in het wild levende exemplaren is beschreven dat ook slakken worden gegeten.